# Schönberger Osterfladen
Die Schönberger Osterfladen wurden jahrhundertelang bis zum Zweiten Weltkrieg an eine feste Anzahl von Empfängern im Ratzeburger Land und in die Hansestadt Lübeck geliefert. 

## Geschichte
Schönberg (Mecklenburg) war seit dem Anfang des 14. Jahrhunderts die Residenzstadt der Bischöfe von Ratzeburg. Der Bischof von Ratzeburg ließ jeweils zum Osterfest Osterfladen an bestimmte Personen in seinem Hochstift und in Lübeck liefern. Der ursprünglich religiöse Brauch wandelte sich im Laufe der Zeit zu einer Art Naturalien-Abgabe. Das Hochstift Ratzeburg kam nach dem Dreißigjährigen Krieg als Fürstentum Ratzeburg an Mecklenburg und gehörte ab 1701 zum Herzogtum Mecklenburg-Strelitz. Der Brauch wurde als auf dem Territorium liegende Last als staatliche Verpflichtung von Mecklenburg-Strelitz übernommen.
Der Pächter des bischöflichen Tafelguts an der Selmsdorfer Straße, aus dem die Domäne Bauhof wurde, hatte dazu unentgeltlich 550 Pfund Weizen zu liefern und mahlen zu lassen. Auch der Müller in Schönberg wurde nicht bezahlt, erhielt aber einen der Osterfladen. Gebacken wurden diese in einer Bäckerei in Schönberg, zuletzt vom Bäckermeister Retelsdorf in der heutigen August-Bebel-Straße. Er erhielt dafür ein Backgeld und vom Bauhof eine kleine geschlagene Buche zur Feuerung des Backofens. 
Die Versendung der Fladen oblag dem Pächter des Bauhofs. Der mit der ab Gründonnerstag erfolgenden Auslieferung beauftragte Landreiter erhielt von den Empfängern als Dank ein Trinkgeld sowie je eine halbe Flasche Wein; in Lübeck, wo er am Ostersonnabend eintraf, ein Frühstück im Ratskeller.
Während des Ersten Weltkriegs wurde die Lieferung aus Mangel an Mehl durch ein Geldgeschenk ersetzt, danach aber wieder aufgenommen. Nach Ausbruch des Zweiten Weltkriegs wurde die Lieferung 1940 erneut durch eine Geldzahlung abgelöst. Durch die Bodenreform 1945, in deren Folge die ehemalige Domäne Bauhof im November 1945 mit 43 Neubauern aufgesiedelt wurde, und die gesellschaftlichen Veränderungen in der Sowjetischen Besatzungszone und der DDR verlor der Brauch seine Grundlage. Im Gegensatz zum auf ähnlichen historischen Gegebenheiten beruhenden Brauch des Martensmanns in umgekehrter Richtung wurde er nach der Wende 1989 nicht wieder aufgenommen. 
Ähnliche Lieferungen von Osterfladen an Lübecker Ratsherren gab es auch aus Gadebusch und Rehna. Diese hielten sich aber nicht so lange und sind als Gegengabe für die Erlaubnis an die Bäcker in Gadebusch und Rehna, an Palmarum Brote und Gebäck (Palmkuchen) in Lübeck verkaufen zu dürfen, anzusehen.

## Empfänger
Nach einem Verzeichnis von 1755 erhielten 25 Personen Osterfladen unterschiedlicher Größe bzw. Gewicht. Dazu zählten:
- in Lübeck:
  - die vier Bürgermeister
  - der Ratssyndicus
  - die Wetteherren
  - die Marstallsherren
  - der Pächter des Ratsweinkellers
  - der Pächter der Bischofsherberge: 16 Pfund
  - der Zöllner in Schlutup
  - der Papiermüller am Schlutuper Mühlenteich
- im Fürstentum Ratzeburg:
  - der Pastor von St. Laurentius (Schönberg): 16 Pfund
  - der Organist von St. Laurentius: 12 Pfund
  - der Küster von St. Laurentius: 8 Pfund
  - der Pastor der St.-Marien-Kirche (Selmsdorf): 16 Pfund
  - der Pastor der Dorfkirche Herrnburg: 16 Pfund
  - der Förster von Rupenstorf (heute Ortsteil von Schönberg): 12 Pfund
  - der Förster von Schönberg: 12 Pfund
  - der Müller in Schönberg